# Luigi Crosio
Luigi Crosio (1835–1915) foi um pintor italiano que viveu e trabalhou em Turim, Itália. Ele morreu em Turim e consta que nasceu em Alba, mas a cidade de Acqui Terme, alguns quilômetros ao sul de Alba, afirma que Crosio nasceu lá.
Frequentou a Accademia Albertina di Belle Arte em Turim. Seu trabalho imediato depois se inclinou para pinturas comerciais, mas depois disso ele se especializou em pintura de gênero com cenas românticas do século XVIII e retratos ou personagens de época ou cenas de Pompeia. Ele também gostava de ópera e retratou várias cenas de óperas populares. Ele também foi listado como litógrafo e esteve envolvido na publicação de livros e imagens.
Ele teve várias filhas e uma delas, Carola Crosio, casou-se com o famoso matemático Giuseppe Peano (conhecido pelos axiomas de Peano) em 1887.
Em 1898 ele pintou o famoso Refugium Peccatorum Madonna (i.e. Maria, Refúgio dos Pecadores), que mais tarde foi também chamada de Mãe Três Vezes Admirável, no mesmo ano em que o fotógrafo Secondo Pia tirou a foto do Sudário de Turim que mais tarde ficou conhecido como a Santa Face de Jesus.